# Fabio Martínez Castilla
Fabio Martínez Castilla (ur. 20 lipca 1950 w Bravo, zm. 25 listopada 2023) – meksykański duchowny rzymskokatolicki, w latach 2013–2023 arcybiskup Tuxtla Gutiérrez.

## Życiorys
Święcenia kapłańskie przyjął 31 stycznia 1977 i został inkardynowany do archidiecezji jukatańskiej. Pracował przede wszystkim jako duszpasterz parafialny. W latach 1986–1994 był misjonarzem w Angoli.
13 marca 2007 papież Benedykt XVI mianował go biskupem Ciudad Lázaro Cárdenas. Sakry biskupiej udzielił mu 4 maja 2007 ówczesny arcybiskup Jukatanu, Emilio Carlos Berlie Belaunzarán.
19 lutego 2013 został mianowany arcybiskupem Tuxtla Gutiérrez.